# Skoky do vody na mistrovství Evropy v plaveckých sportech 2008
Závody v skocích do vody na mistrovství Evropy v plaveckých sportech za rok 2008 proběhly v Eindhovenu, Nizozemsko ve dnech 13. až 24. března 2008.

## Česká stopa
Česko reprezentovaly dvě závodnice. Z pardubického klubu SCPAP splinila nominační kritéria Dora Burešová (*1984) a z pražské Slavie Marie Damborská (*1985). V disciplíně skoků z 1 m prkna nepostoupily obě závodnice z kvalifikace. Z 23 závodnic obsadila Damborská 19. místo a Burešová 21. místo. V disciplíně synchronizovaných skoku dvojic z 3 m prkna nepostoupily Damborská a Burešová z kvalifikace. Z 11 závodnic obsadily 9. místo. Šéftrenérkou reprezentace byla Marie Čermáková.

## Výsledky

### Individuální disciplíny
| Muži              | Zlato                    | Zlato  | Stříbro                   | Stříbro | Bronz                     | Bronz  |
| ----------------- | ------------------------ | ------ | ------------------------- | ------- | ------------------------- | ------ |
| Skoky z 1 m prkna | Illja Kvaša (UKR)        | 454,65 | Joona Puhakka (FIN)       | 432,80  | Christopher Sacchin (ITA) | 423,80 |
| Skoky z 3 m prkna | Dmitrij Sautin (RUS)     | 493,70 | Illja Kvaša (UKR)         | 468,70  | Joona Puhakka (FIN)       | 441,80 |
| Skoky z 10 m věže | Tom Daley (GBR)          | 491,95 | Sascha Klein (GER)        | 487,60  | Francesco Dell'Uomo (ITA) | 481,30 |
| Ženy              | Zlato                    | Zlato  | Stříbro                   | Stříbro | Bronz                     | Bronz  |
| Skoky z 1 m prkna | Anna Lindbergová (SWE)   | 293,85 | Nóra Bartová (HUN)        | 270,60  | Katja Dieckowová (GER)    | 264,15 |
| Skoky z 3 m prkna | Julija Pachalinová (RUS) | 347,40 | Katja Dieckowová (GER)    | 330,80  | Olena Fedorovová (UKR)    | 319,70 |
| Skoky z 10 m věže | Tania Cagnottová (ITA)   | 355,35 | Julija Prokopčuková (UKR) | 328,35  | Elina Eggersová (SWE)     | 319,65 |

### Týmové disciplíny
| Muži                                     | Zlato                                                     | Zlato  | Stříbro                                                | Stříbro | Bronz                                                   | Bronz  |
| ---------------------------------------- | --------------------------------------------------------- | ------ | ------------------------------------------------------ | ------- | ------------------------------------------------------- | ------ |
| Synchronizované skoky dvojic z 3 m prkna | Rusko (RUS) (Jurij Kunakov, Dmitrij Sautin)               | 440,76 | Německo (GER) (Tobias Schellenberg, Andreas Wels)      | 413,94  | Ukrajina (UKR) (Dmytro Lysenko, Anton Zacharov)         | 406,56 |
| Synchronizované skoky dvojic z 10 m věže | Německo (GER) (Patrick Hausding, Sascha Klein)            | 453,24 | Bělorusko (BLR) (Vadim Kaptur, Alexandr Varlamov)      | 427,35  | Rusko (RUS) (Konstantin Chanbekov, Oleg Vikulov)        | 426,24 |
| Ženy                                     | Zlato                                                     | Zlato  | Stříbro                                                | Stříbro | Bronz                                                   | Bronz  |
| Synchronizované skoky dvojic z 3 m prkna | Rusko (RUS) (Julija Pachalinová, Anastasija Pozdňakovová) | 327,57 | Německo (GER) (Heike Fischerová, Ditte Kotzianová)     | 305,64  | Ukrajina (UKR) (Olena Fedorovová, Alevtyna Koroljovová) | 301,86 |
| Synchronizované skoky dvojic z 10 m věže | Německo (GER) (Annett Gammová, Nora Subschinská)          | 336,63 | Ukrajina (UKR) (Alina Čaplenková, Julija Prokopčuková) | 334,20  | Itálie (ITA) (Noemi Batkiová, Tania Cagnottová)         | 323,13 |

## Medailová bilance
Ve skocích do vody se rozdělilo celkem 10 sad medailí.
| Pořadí | Stát                     |       | Muži    | Muži  | Muži  |         | Ženy  | Ženy  | Ženy    |       | Muži + Ženy | Muži + Ženy | Muži + Ženy | Celkem |
| Pořadí | Stát                     | Zlato | Stříbro | Bronz | Zlato | Stříbro | Bronz | Zlato | Stříbro | Bronz |             |             |             | Celkem |
| ------ | ------------------------ | ----- | ------- | ----- | ----- | ------- | ----- | ----- | ------- | ----- | ----------- | ----------- | ----------- | ------ |
| 1.     | Rusko (RUS)              |       | 2       | 0     | 1     |         | 2     | 0     | 0       |       | 4           | 0           | 1           | 5      |
| 2.     | Německo (GER)            |       | 1       | 2     | 0     |         | 1     | 2     | 1       |       | 2           | 4           | 1           | 7      |
| 3.     | Ukrajina (UKR)           |       | 1       | 1     | 1     |         | 0     | 2     | 2       |       | 1           | 3           | 3           | 7      |
| 4.     | Itálie (ITA)             |       | 0       | 0     | 2     |         | 1     | 0     | 1       |       | 1           | 0           | 3           | 4      |
| 5.     | Švédsko (SWE)            |       | 0       | 0     | 0     |         | 1     | 0     | 1       |       | 1           | 0           | 1           | 2      |
| 6.     | Spojené království (GBR) |       | 1       | 0     | 0     |         | 0     | 0     | 0       |       | 1           | 0           | 0           | 1      |
| 7.     | Finsko (FIN)             |       | 0       | 1     | 1     |         | 0     | 0     | 0       |       | 0           | 1           | 1           | 2      |
| 8.     | Bělorusko (BLR)          |       | 0       | 1     | 0     |         | 0     | 0     | 0       |       | 0           | 1           | 0           | 1      |
| 8.     | Maďarsko (HUN)           |       | 0       | 0     | 0     |         | 0     | 1     | 0       |       | 0           | 1           | 0           | 1      |
| Celkem | Celkem                   |       | 5       | 5     | 5     |         | 5     | 5     | 5       |       | 10          | 10          | 10          | 30     |